# Kering
Kering (Попередні імена Établissements Pinault і Pinault-printemps-redoute (PPR) — французька група компаній, які випускають предмети розкоші. Є кілька брендів, включаючи Gucci, Yves Saint-Laurent, Bottega Veneta, Balenciaga, Boucheron та Alexander McQueen. Kering Eyewear (30% від власника Richemont) також виробляє окуляри для брендів, які належать до групи та інших компаній.

## Історія
Лісоторговельна компанія Pinault S.A. була заснована в 1962 році Франсуа Піно. Після того, як у 1988 році компанія вийшла на паризьку біржу, у 1994 році вона перетворилася на роздрібний конгломерат Pinault-Printemps-Redoute (PPR). У 2013 році групу розкошу було ребрендовано під назвою Kering. З 1995 року входить до складу індексу CAC 40. Франсуа-Анрі Піно є президентом і генеральним директором Kering з 2005 року. У 2023 році дохід групи досяг 19,6 млрд євро.